# القبائل (عزبة)
القبائل، عزبة تابعة لقرية جماجمون بالوحدة المحلية لقرية محلة أبو علي، التابعة لمركز دسوق، التابع لمحافظة كفر الشيخ في جمهورية مصر العربية.